# كريستيان شاغنون
كريستيان شاغنون هو لاعب كرة يد كندي، ولد في 20 فبراير 1956.

## وصلات خارجية
- كريستيان شاغنون على موقع أوليمبيديا (الإنجليزية)
- كريستيان شاغنون على موقع اللجنة الأولمبية الكندية (الإنجليزية)